# Johann Jakob Wettstein
Johann Jakob Wettstein ou Wetstein, né le 5 mars 1693 à Bâle et mort le 23 mars 1754 à Amsterdam, est un théologien suisse. Il est surtout connu pour ses études critiques du Nouveau Testament, ce qui lui a valu des difficultés avec le clergé et des collègues.

## Biographie
Johann Jakob Wettstein naît à Bâle le 5 mars 1693. Parmi ses formateurs en théologie se trouve Samuel Werenfels (1657-1740), qui exerce une influence notable sur la venue de l'exégèse scientifique. Pendant ses études, Wettstein s'intéresse au Nouveau Testament en langue grecque. Un parent, Johann Wettstein, qui est bibliothécaire universitaire, lui donne la permission d'étudier et de rassembler les manuscrits du Nouveau Testament se trouvant dans la bibliothèque. Il recopie des passages dans une version du Nouveau Testament en grec telle que publiée par Gérard de Maastricht.
En 1713, il défend devant jury sa thèse De variis Novi Testamenti lectionibus et tente de démontrer que les interprétations ne diminuent pas l'autorité de la Bible. Wettstein s'intéresse aussi à l'araméen et à l'hébreu talmudique. Au printemps 1714, il se rend à Paris et en Angleterre, surtout dans le but d'étudier des manuscrits du Nouveau Testament. En 1716, il rencontre Richard Bentley à l'université de Cambridge. Ce dernier s'intéresse vivement aux travaux de Wettstein et le persuade de retourner à Paris pour examiner avec grande attention le Codex Ephraemi Rescriptus, Bentley projetant la publication d'une étude critique du Nouveau Testament.
En juillet 1717, Wettstein retourne à Bâle pour y occuper un poste de vicaire (diaconus communis), qu'il occupe pendant trois ans. Ensuite, il travaille avec le collègue de son père, qui est aussi le futur curé de la paroisse de St Leonard. Il poursuit toujours l'étude du Nouveau Testament et prononce des conférences privées sur son exégèse. Il prépare alors une étude critique du Textus Receptus (qui sert de matériau à l'écriture du Nouveau testament en allemand). Il a aussi rompu avec Bentley, qui a publié son fameux Proposals en 1720. De plus, deux anciens professeurs, J. C. Iselin et J. L. Frey, qui poursuivent des travaux similaires, parviennent à lui interdire de consulter les manuscrits de la bibliothèque.
Une rumeur commence à circuler comme quoi Wettstein projette d'appliquer les canons du socinianisme à des passages de la première épître à Timothée. Il aurait aussi comme projet de présenter la tentation de Jésus-Christ comme une expérience subjective, ce qui lui permettrait d'expliquer quelques miracles par des phénomènes naturels. Ces rumeurs amènent le clergé à le soupçonner d'hérésie. En 1729, il est accusé de vouloir rédiger une édition en grec du Nouveau Testament où il mettrait de l'avant l'arianisme et le socinianisme. Un long procès s'ensuit, qui se termine le 13 mai 1730 lorsque Wettstein abandonne sa charge de curé de St Leonard.
Il se rend ensuite à Amsterdam, où un parent, Johann Heinrich Wettstein (1649-1726), exploite une importante maison d'édition et une imprimerie. Cette société publie d'excellentes éditions de textes classiques, dont le Nouveau Testament en grec de Gérard de Maastricht. Dès son arrivée à Amsterdam, Johann Jakob publie anonymement Prolegomena ad Novi Testamenti Graeci editionem, qui devait accompagner sa version du Nouveau Testament en grec. En 1731, la Fraternité remonstrante lui offre la chaire de philosophie à leur collège d'Amsterdam, que Jean Le Clerc a délaissé à la suite d'une maladie ; cette offre est conditionnelle à la levée des soupçons d'hérésie contre lui. Wettstein retourne à Bâle et obtient le 22 mars 1732 une annulation de l'accusation et est donc admis à nouveau dans toutes ses fonctions cléricales. Cependant, lorsqu'il est candidat pour une chaire d'hébreu à Bâle, ses opposants orthodoxes bloquent sa candidature et il retourne à Amsterdam.
Il est autorisé à donner des formations en philosophie et sur l'hébreu aux étudiants du collège remonstrant, mais à des conditions désavantageuses. Le reste de sa vie, il enseigne au collège à Amsterdam, refusant en 1745 une chaire de grec à Bâle. En 1746, il visite encore l'Angleterre et recopie des manuscrits en syriaque, toujours dans le but de rédiger l'ouvrage qui lui tient tant à cœur. L'ouvrage est publié en 1751 et 1752, en deux volumes in-folio, sous le titre Novum Testamentum Graecum editionis receptae cum lectionibus variantibus codicum. Il n'insère aucune interprétation dans les pages, il préfère les regrouper entre le textus receptus et une liste étoffée d'interprétations. Après cette section, il rédige des commentaires surtout composés d'illustrations et de parallèles tirés des littératures classique et rabbinique (ces travaux seront étudiés par plusieurs commentateurs). Dans son Prolegomena, il fait une description méthodique et remarquable des manuscrits, des versions et des interprétations des Pères de l'Église, tout comme des obstacles qu'il a dû surmonter tout au long de ses recherches. C'est le premier auteur à identifier les manuscrits rédigés en onciale par des chiffres romains majuscules (I, II, III...) et les manuscrits écrits en cursive par des lettres majuscules (A, B, C...).
Il meurt à Amsterdam le 23 mars 1754.

## Œuvres
En plus de sa thèse Dissertatio de variis lectionibus Novi Testamenti, Wettstein a publié un livre en 2 volumes : Novum Testamentum Græcum editionis receptæ, cum Lectionibus Variantibus Codicum MSS (1751-1752, Amsterdam: Amstelædami. Réimpression en 1962 par Graz, Autriche : Akademische Druck-u. Verlagsanstalt). Dans cet ouvrage, il a énuméré une collection utile d'interprétations grâce à ses études méthodiques des manuscrits et autres sources. Pendant son étude approfondie du Codex Alexandrinus, il découvre des interprétations erronées et des erreurs volontairement introduites dans le Nouveau Testament en grec, ces découvertes remettant en question les fondements du christianisme. Cette découverte, parmi d'autres, l'ont amené à questionner la divinité de Jésus-Christ, ce qui aura une incidence sur ses futurs travaux. Ses opposants ont critiqué ses études parce qu'elles remettaient en question la qualité de la traduction latine de la Bible. De plus, il a modifié la façon de présenter les manuscrits, alors que Richard Bentley et Johann Albrecht Bengel ont recommandé de les regrouper en familles.